# هاري كارتر (ممثل)
هاري كارتر (بالإنجليزية: Harry Carter)‏ مواليد 14 سبتمبر 1879 في لويفيل، الولايات المتحدة - الوفاة 22 يوليو 1952 في لوس أنجلوس، هو ممثل أمريكي بدأ مسيرته الفنية سنة 1914. شارك في قرابة 84 فيلما. من أعماله اللعبة الميتة والإشارة المميتة.

## روابط خارجية
- هاري كارتر على موقع IMDb (الإنجليزية)
- هاري كارتر على موقع قاعدة بيانات الفيلم (الإنجليزية)